# Église Saint-Pierre d'Odessa
L'église Saint-Pierre est une église catholique de rite latin située à Odessa dans le sud de l'Ukraine. Elle est dédiée à l'apôtre Pierre. Construite au début du XXe siècle, elle est inscrite au patrimoine architectural. C'est l'une des quatre basiliques mineures d'Ukraine.

## Histoire

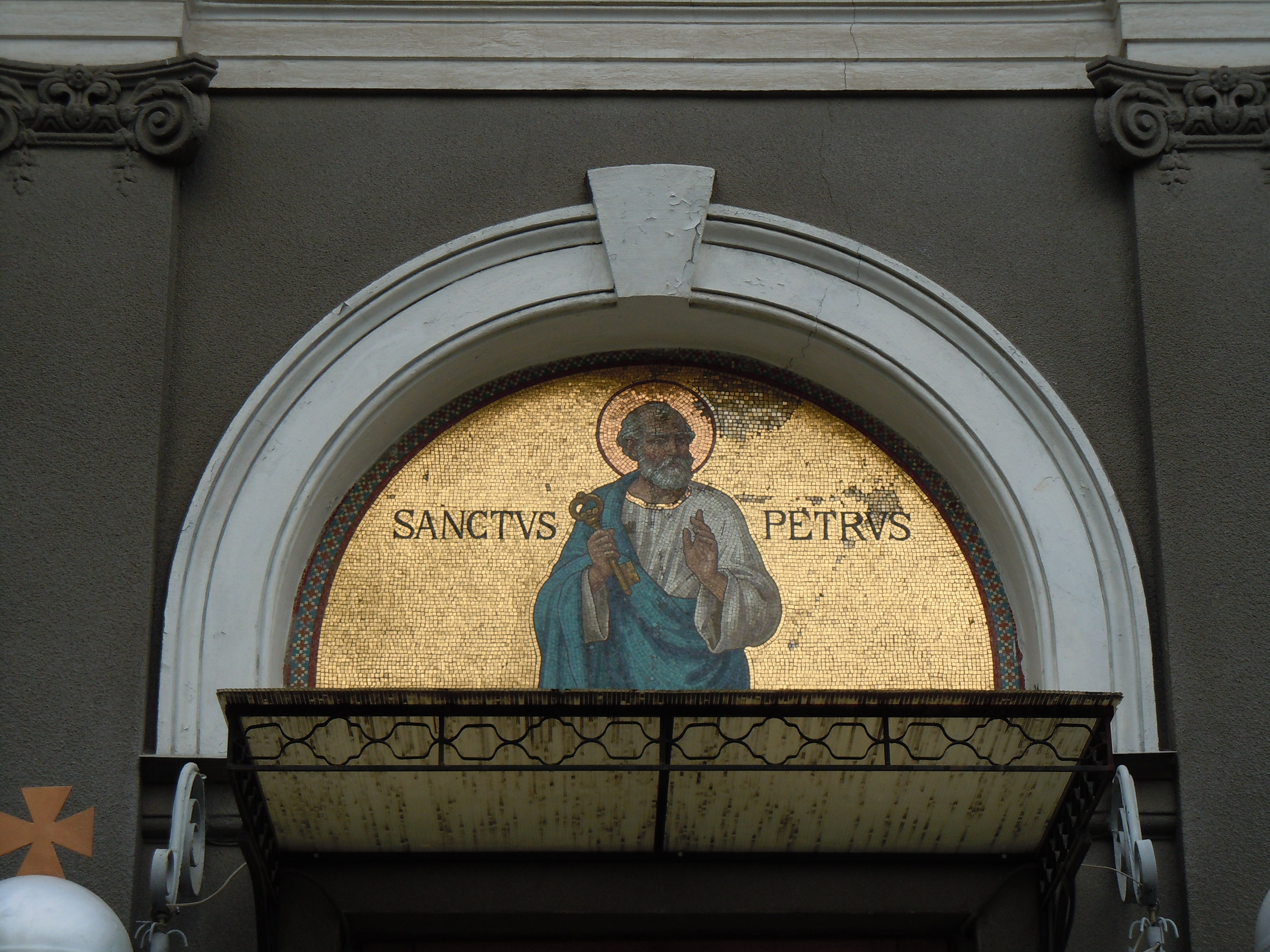
Mosaïque au dessus du portail représentant saint Pierre.

L'église est construite grâce au soutien financier d'un riche descendant d'émigrés français venus s'installer à Odessa à la fin du XVIIIe siècle, Alexandre Vassal. Il stipule dans son legs: « En tant que fidèle catholique, je n'ai pu m'empêcher de prêter attention au fait que l'église catholique d'Odessa, le long de la rue Catherine, ne répond plus aux besoins des nombreux fidèles de la partie centrale de la ville (...) Compte tenu de cela, j'ai décidé de séparer de ma cour à Odessa, le long de la rue Gavannaïa (du Port), n° 3, une petite zone d'une mesure de cent cinquante-trois mètres sajènes, et surtout en plus: vingt mille roubles à léguer pour la construction d'une chapelle sur ce site avec un logement pour la résidence d'un prêtre».
La construction de l'édifice est conçue dans le style jésuite romain selon les plans de l'architecte Arthur Luiks et de l'ingénieur Karl Messner et se poursuit en 1912-1913. L'abbé Auguste Magnilier est très impliqué dans ce projet. L'évêque de Tiraspol, Joseph Kessler, vient consacrer l'église le 22 septembre 1913 sous le vocable de l'Apôtre Saint Pierre,. L'église est petite de dimensions, ne mesurant que 26 mètres de longueur pour 12 mètres de largeur et une hauteur de 8 mètres. L'on décore le petit tympan du portail d'une mosaïque représentant saint Pierre avec l'inscription Sanctus Petrus.

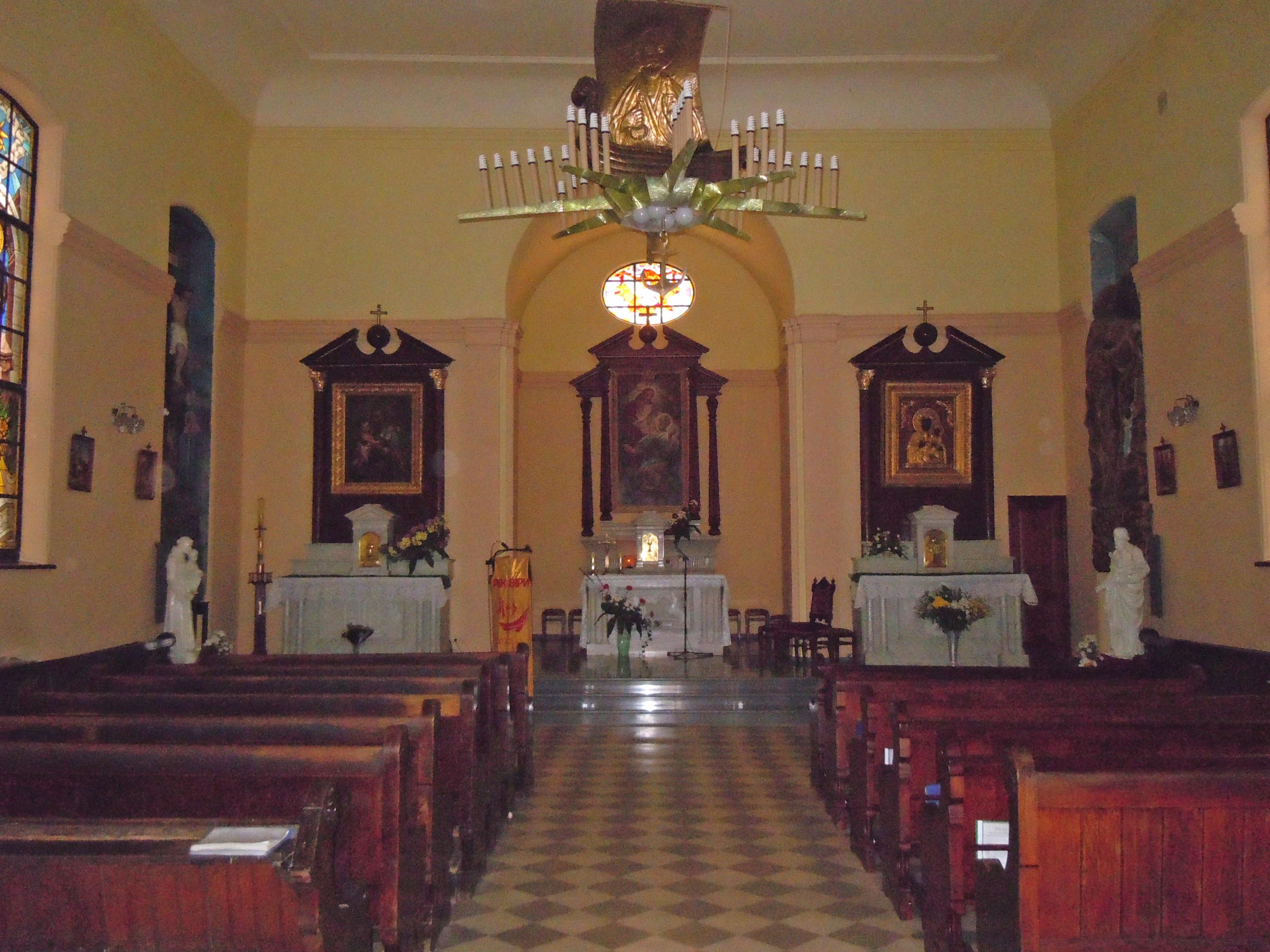
Intérieur de l'église.

Dans les années 1920, l'abbé Auguste Magnilier, qui dessert l'église, est obligé de quitter la Russie en proie à la guerre civile et à la mise en place d'une idéologie athée. L'église est fermée au culte dans les années 1930. Pendant l'occupation allemande, l'église est rouverte dès 1941 afin d'attirer une partie de l'opinion publique à l'armée occupante. Le père jésuite Pietro Leoni (venu avec les soldats italiens) en est le desservant, assisté du père assomptionniste français Judicaël Nicolas (venu de sa mission du Royaume de Roumanie avec les soldats roumains), jusqu'en 1945. Après quoi les deux prêtres sont condamnés et envoyés au Goulag.
Lorsque l'église Saint-Clément est démolie en 1936 et que l'église de l'Assomption est fermée en 1949, l'église Saint-Pierre demeure la seule église catholique de la ville et de la région à être ouverte. Une partie du mobilier et des objets liturgique de l'église de l'Assomption lui est confiée, dont le chemin de Croix.
En 1958, le curé de l'église devient le père salésien polonais, Tadeusz Hoppe, arrivé de Vilnius, qui s'efforce d'encourager ses ouailles. Le culte est interdit aux mineurs, le catéchisme prohibé et l'identité des quelques paroissiens est surveillée par la police mais il parvient à assurer sa mission. Il meurt le 10 novembre 2003 ayant connu la Perestroïka avec sa relative tolérance aux cultes, puis la chute de l'URSS et la normalisation des rapports entre l'État ukrainien et les religions en 1991. La crypte où il vivait est désormais un petit musée en sa mémoire. En 2011, la municipalité d'Odessa rend la propriété de l'édifice à la paroisse catholique d'Odessa pour la somme symbolique d'une grivna et vingt kopecks.
L'église est toujours desservie aujourd'hui par les salésiens. Elle fête son centenaire en 2013. Les offices dominicaux sont en polonais (9h), russe (11h), anglais (trois dimanches par mois 16h), ukrainien (18h), français (premier dimanche du mois 16h).